# Ordine della Stella Brillante di Zanzibar
L'Ordine della Stella Brillante di Zanzibar fu un ordine cavalleresco fondato nell'ambito del Sultanato di Zanzibar.
La decorazione venne creata ufficialmente il 22 dicembre 1875, rimanendo in uso per un secolo sino al crollo del sultanato di Zanzibar il 12 gennaio 1964.
Lo scopo dell'Ordine era quello di ricompensare degnamente quanti avessero prestato la loro opera a favore del sultano, mentre la classe speciale di collare poteva essere concessa anche ai capi di Stato stranieri, solitamente appartenenti al mondo musulmano e ottomano.

## Classi
L'Ordine era suddiviso nelle seguenti classi di benemerenza:
- Collare
- Cavaliere di I classe
- Cavaliere di II classe
- Cavaliere di III classe
- Cavaliere di IV classe
- Cavaliere di V classe

## Insegne
La medaglia consisteva in una stella a cinque punte d'argento smaltata di bianco circondata da una corona d'alloro smaltata di verde, quasi a riprendere il tema già caro alla Legion d'onore. Al centro della medaglia si trovava un tondo a smalti raffigurante il ritratto del sultano regnante nella classe di Collare, mentre per tutte le altre classi era previsto il monogramma d'oro del sultano regnante su sfondo rosso.
La placca riprendeva gli stessi modelli di decorazione delle medaglie ma era montata su una stella raggiante d'argento.
Il nastro era rosso bordato di bianco ai lati.